# Kallithea (Samos)
Das Dorf Kallithea (griechisch Καλλιθέα (f. sg.) ‚gute Aussicht‘) liegt im Westen der griechischen Insel Samos an den westlichen Ausläufern des Kerkis auf etwa 300 m Höhe. Agia Kyriaki liegt etwa 5 km südöstlich.
Nach den früher zahlreich vorkommenden Kermeseichen (πουρνάρια) wurde der Ort zuerst Prinias (Πρινίας) genannt und bildete zusammen mit Drakei die Gemeinde Kalabaktasi (Δήμος Καλαμπακτασίων). Vermutlich ist die Bezeichnung Kalabaktasi türkischen Ursprungs und kann sinngemäß mit „Wachposten“ wiedergegeben werden. Als die Gemeinden getrennt wurden behielt Kallithea zunächst den Ortsnamen Kalabaktasi (Καλαμπακτάσι) bei. Erst 1950 wurde der Ort offiziell in Kallithea umbenannt. In den Bergen, in der Gegend Askitaria (ασκηταριά), liegen einige kleine Kirchen teilweise in Höhlen, die früher Mönchen als Einsiedeleien dienten.
Die Einwohner leben überwiegend vom Olivenanbau und betreiben zusätzlich Tierhaltung, früher war die Köhlerei verbreitet.
Mit der Umsetzung der Gemeindereform nach dem Kapodistrias-Programm im Jahr 1997 erfolgte die Eingliederung von Kallithea in die Gemeinde Marathokambos. Nach dem Zusammenschluss der ehemaligen Gemeinden der Insel nach der Verwaltungsreform 2010 zur Gemeinde Samos (Δήμος Σάμου Dímos Sámou), zählt Kallithea durch die Korrektur 2019 in zwei Gemeinden zur Gemeinde Dytiki Samos.
| 1913 | 1920  | 1928  | 1940 | 1951 | 1961 | 1971 | 1981 | 1991 | 2001 | 2011 |
| ---- | ----- | ----- | ---- | ---- | ---- | ---- | ---- | ---- | ---- | ---- |
| 522  | 604 1 | 635 2 | 611  | 559  | 472  | 317  | 284  | 220  | 204  | 136  |